# Stefan Bötticher
Stefan Bötticher (Leinefelde, 1 de fevereiro de 1992) é um desportista alemão que compete no ciclismo na modalidade de pista, especialista nas provas de velocidade e keirin.
Ganhou quatro medalhas no Campeonato Mundial de Ciclismo em Pista, nos anos 2013 e 2019, e três medalhas no Campeonato Europeu de Ciclismo em Pista de 2018.

## Medalheiro internacional
| Campeonato Mundial | Campeonato Mundial     | Campeonato Mundial | Campeonato Mundial     |
| Ano                | Lugar                  | Medalha            | Competição             |
| ------------------ | ---------------------- | ------------------ | ---------------------- |
| 2013               | Minsk ( Bielorrússia)  | Medalha de ouro    | Velocidade individual  |
| 2013               | Minsk ( Bielorrússia)  | Medalha de ouro    | Velocidade por equipas |
| 2014               | Cali ( Colômbia)       | Medalha de prata   | Velocidade individual  |
| 2019               | Pruszków ( Polónia)    | Medalha de bronze  | Keirin                 |
| Campeonato Europeu |                        |                    |                        |
| Ano                | Lugar                  | Medalha            | Competição             |
| 2018               | Glasgow ( Reino Unido) | Medalha de ouro    | Keirin                 |
| 2018               | Glasgow ( Reino Unido) | Medalha de prata   | Velocidade individual  |
| 2018               | Glasgow ( Reino Unido) | Medalha de bronze  | Velocidade por equipas |